# Chorzele (ville)
Pour les articles homonymes, voir Chorzele.
Chorzele (prononciation : [ˈpʂasnɨʂ]) est une ville du powiat de Przasnysz dans la voïvodie de Mazovie, dans le centre de la Pologne
Elle est le siège administratif (chef-lieu) de la gmina appelée gmina de Chorzele.
Sa population s'élevait à 2 939 habitants en 2013.

## Histoire
Établi au XVe siècle, Przasnysz obtient le statut de ville de 1542 à 1870, puis à partir de 1919.
De 1975 à 1998, la ville appartenait administrativement à la Voïvodie d'Ostrołęka.